# 流星記錄
《流星記錄》（日语：流星レコード），是日本樂團marble的第4首單曲。2008年8月6日由Lantis發行，商品編號為LACM-4512。

## 收錄曲
1. 流星記錄（4:18）
  - 作詞：micco／作曲、編曲：菊池達也／編曲：
  - 日本電視動畫《向陽素描×365》片尾曲
2. 蜂鳥（4:12）
  - 作詞：micco／作曲、編曲：菊池達也
3. 流星記錄（instrumental）
4. 蜂鳥（instrumental）

## 外部連結
- （日語） 流星記錄 （页面存档备份，存于）（Lantis上的介紹）
- （日語） marble單曲列表（marble官方網站內的資料）